# Priazovski
Priazovski (del ruso: Приазо́вский) es un posiólok del raión de Temriuk del krai de Krasnodar del sur de Rusia. Está situado a suroriental del mar de Azov cerca del extremo noroccidental de la península de Tamán, 49 km al oeste de Temriuk y 174 km al oeste de Krasnodar, la capital del krai. Al norte de la localidad se halla un pequeño lago y el cabo Kamenni. Tenía 224 habitantes en 2010.
Pertenece al municipio Zaporózhskoye.